# Bajando la Luna (ritual)
Bajando la Luna, en inglés más conocido como Drawing down the Moon o Drawing down the Goddess, es un ritual principal de muchas tradiciones Wicca contemporáneas.  Durante el ritual la Suma Sacerdotisa del coven entra en trance y pide a la Diosa o Triple Diosa (Doncella, Madre y Anciana), simbolizada por la Luna, que entre a su cuerpo y hable a través de ella.  La Suma Sacerdotisa puede ser ayudada por el Sumo Sacerdote a invocar el espíritu de la Diosa.  Durante su trance, representa la Diosa y habla y actúa como Ella.

## El ritual a través de la Historia
En tradiciones contemporáneas, algunos wiccanos solitarios también llevan a cabo el ritual; usualmente dentro del círculo mágico y bajo la luz de la Luna llena.  El practicante solitario se para en la posición de la Diosa y recita una carga o canto.  Lo más probable el nombre proviene de la representación de dos mujeres y la Luna en un antiguo vaso griego, que se cree data del segundo siglo antes de Cristo.
En tiempos clásicos, la brujas de Tesalia creían en poder controlar la Luna: "Si yo domino la Luna, esta bajará; y si deseo ocultar el día, la noche perdurará sobre mi cabeza; y de nuevo, si yo deseo embarcarme en el mar, no necesito un barco, y si deseo volar a través del aire, soy libre de mi carga."
En la antigua forma del ritual, la Suma Sacerdotisa podía invocar a la Diosa con la Carga, "Escucha a las palabras de la Gran Madre, quien fue en la antigüedad también llamada Artemis, Astarte, Melusina, Afrodita, Diana, Brígida, y muchos otros nombres..."
Aunque algunas tradiciones wiccanas pueden practicar una variación del ritual, parece que su forma moderna se originó en la Wicca gardneriana y es considerada un elemento central de las ceremonias de los gardnerianos y también de la Wicca alejandrina.  Durante el rito moderno la sacerdotisa puede recitar la Carga de la Diosa, un poema escrito por Doreen Valiente, Suma Sacerdotisa de la Wicca gardneriana.

## El ritual impreso
Drawing down the Moon es un libro escrito por Margot Adler, reportera de la National Public Radio (NPC), publicado originalmente en 1979.  Según la autora, éste ritual es uno de los más serios y hermosos del moderno Arte de la brujería.  